# Kelly Santos
Kelly Santos Müller (nascida Kelly da Silva Santos) (São Paulo, 10 de novembro de 1979) é uma jogadora brasileira de basquetebol. Atua como pivô.

## Carreira
Conquistou a medalha de bronze nos Jogos Olímpicos de Sydney, em 2000. Ela fará parte do elenco da Seleção Brasileira de Basquetebol Feminino, nas Olimpíadas de 2016.

## Clubes
- Leite Moça/Sorocaba (SP)
- Ponte Preta (SP)
- Dpaschoal (SP)
- Microcamp (SP)
- BCN/Osasco (SP)
- Vasco da Gama (RJ)
- Detroit Shock
- Bourges Basket
- C.U.S. Chieti
- Santo André (SP)
- Nercaleon
- AIX Provence
- Extremadura Dato
- Seattle Storm
- La Seu del Urgel
- Cecis
- Besiktas Cola Turka
- Maranhão Basquete
- Unimed Americana
- Osmaniye
- Uninassau Recife
- Ituano
- LUMS Basketball
- Edremit